# Cerodrillia clappi
Cerodrillia clappi är en snäckart som beskrevs av Bartsch och Alfred Rehder 1939. Cerodrillia clappi ingår i släktet Cerodrillia och familjen Drilliidae. Inga underarter finns listade i Catalogue of Life.